# Primaires présidentielles du Parti vert américain de 2016
Les primaires présidentielles du Parti vert américain de 2016 étaient une série de primaires, de caucus et de conventions d'État au cours desquelles les électeurs ont élu des délégués pour représenter un candidat au candidat du Parti vert à la présidence des États-Unis lors de la Convention nationale verte de 2016.